# Брілтіл
Брілтіл (нід. Briltil, нід. вимова: [ˈbrɪl.tɪl]) — село в нідерландській провінції Гронінген. Входить до муніципалітету Вестерквартір. Його населення станом на 2021 рік складало 490 осіб.